# خيزل ثلاثي الفلق
خَيْزَل ثلاثي الفِلَق نوع من الخيزل موطنه منطقة غرب البحر الأبيض المتوسط. غالبًا ما يستخدم هذا النبات للزينة. أزهارها بنفسجية اللون يعلوها مواجٌ أرجواني.